# 佛山镇
佛山镇曾是中国广东省南海县下辖的一个镇，冶铸、陶瓷、纺织、中成药制造业发达，在明清时期名列“四大名镇”和“天下四聚”。现今佛山市的“佛山”就来自于佛山镇，且由佛山镇升格而来。
佛山镇的区域大致位于现时佛山市禅城区祖庙街道内，2003年之前则位于合并前的佛山市城区内。